# Баптист, Шандон
Шандон Харким Баптист (англ. Shandon Harkeem Baptiste; 8 апреля 1998) — гренадский футболист, полузащитник клуба «Лутон Таун».

## Клубная карьера
Футбольную карьеру начал в академии клуба «Рединг» в семилетнем возрасте. В 2013 году 15-летний игрок был отпущен клубом с формулировкой «слишком маленький». В дальнейшем тренировался в футбольных академиях «Джон Мадейски» и «Оксфорд Юнайтед». В сезоне 2017/18 провёл за «Оксфорд Юнайтед» два матча в розыгрыше Трофее АФЛ. В декабре 2017 года отправился в аренду в клуб Южной Национальной лиги « Хэмптон энд Ричмонд Боро».
18 августа 2018 года дебютировал за «Оксфорд Юнайтед» в Лиге 1 в игре против «Портсмута». Всего провёл за клуб 43 матча и забил 5 голов.
31 января 2020 года перешёл в клуб Чемпионшипа «Брентфорд», подписав контракт сроком на четыре с половиной года. 28 августа 2021 года дебютировал в Премьер-лиге, выйдя на замену в матче против клуба «Астон Вилла». 5 декабря 2021 года забил свой первый гол за «Брентфорд» в матче Премьер-лиги против «Лидс Юнайтед».

## Карьера в сборной
В 2017 году дебютировал за сборную Гренады.

## Личная жизнь
Баптист родился в Гренаде, а в возрасте трёх лет вместе с родителями переехал в Англию.

## Статистика игр за сборную
| Команда | Год   | Игры | Голы |
| ------- | ----- | ---- | ---- |
| Гренада | 2017  | 2    | 1    |
| Гренада | 2018  | 1    | 0    |
| Итого   | Итого | 3    | 1    |